# Kałamarnica kolosalna
Kałamarnica kolosalna (Mesonychoteuthis hamiltoni) – gatunek kałamarnicy z rodziny Cranchiidae. Obok kałamarnicy olbrzymiej (Architeuthis dux) jeden z największych znanych mięczaków.

## Budowa
Mesonychoteuthis hamiltoni jest jednym z największych (jeśli nie największym) wśród znanych bezkręgowców – masa przedstawiciela tego gatunku wynosi około 500 kg. Jest znanych zaledwie kilka osobników, a obecne szacunki na podstawie analizy mniejszych i niedojrzałych okazów określają maksymalny rozmiar osobników tego gatunku na 12–14 m długości i wagę do 750 kilogramów.
M. hamiltoni mają odmienne proporcje i znacznie masywniejszy płaszcz niż kałamarnice olbrzymie o tej samej długości. Wyróżnia się u nich głowę, nogę (przekształconą nogę tworzą ramiona wraz z lejkiem) i worek trzewiowy. Głowa charakteryzuje się wysokim poziomem rozwinięcia, oczy osiągają do 30 cm średnicy. Otwór gębowy otoczony jest wieńcem 10 ramion, przy czym dwa ramiona są wydłużone i służą do chwytania ofiar. W worku trzewiowym znajdują się narządy wewnętrzne. Ubarwienie od białego po różowawe.

## Tryb życia
O tych kałamarnicach wciąż wiadomo niewiele, gdyż do roku 2005 opisano zaledwie dziesięć egzemplarzy. Kałamarnica kolosalna żyje w wodach antarktycznych, choć młode okazy znajdowane są w cieplejszych wodach.
Prawdopodobnie zasiedla mezo- i batypelagial, jednak osobniki młodociane przebywają również przy powierzchni. M. hamiltoni zanotowano  nawet na głębokości około 2000 metrów pod poziomem morza; prowadzą głównie bentoniczny tryb życia. Występuje w zimnych wodach Oceanu Południowego, od Antarktydy do południowego krańca Afryki, Ameryki Południowej i Nowej Zelandii.
Mesonychoteuthis hamiltoni jest często uważany za bardzo aktywnego i agresywnego drapieżnika, jednak szacunki jego wymagań metabolicznych i energetycznych sugerują, że kałamarnica ta prowadzi powolny tryb życia i wymaga bardzo niewiele pokarmu – dorosłemu osobnikowi o masie 500 kg ważąca 5 kg ryba może wystarczyć na około 200 dni. W takim wypadku wymagania pokarmowe wynosiłyby jedynie 0,03 kg na dzień, co odpowiada 45,1 kcal. Prawdopodobnie kałamarnica kolosalna poluje z zasadzki i chwyta zdobycz za pomocą haków na ramionach i mackach. Żywi się głównie rybami, zwłaszcza antarem polarnym, natomiast sama stanowi potencjalne pożywienie dla kaszalotów i rekinów Somniosus antarcticus (wcześniej uznawanych za S. microcephalus).

## Historia odkryć

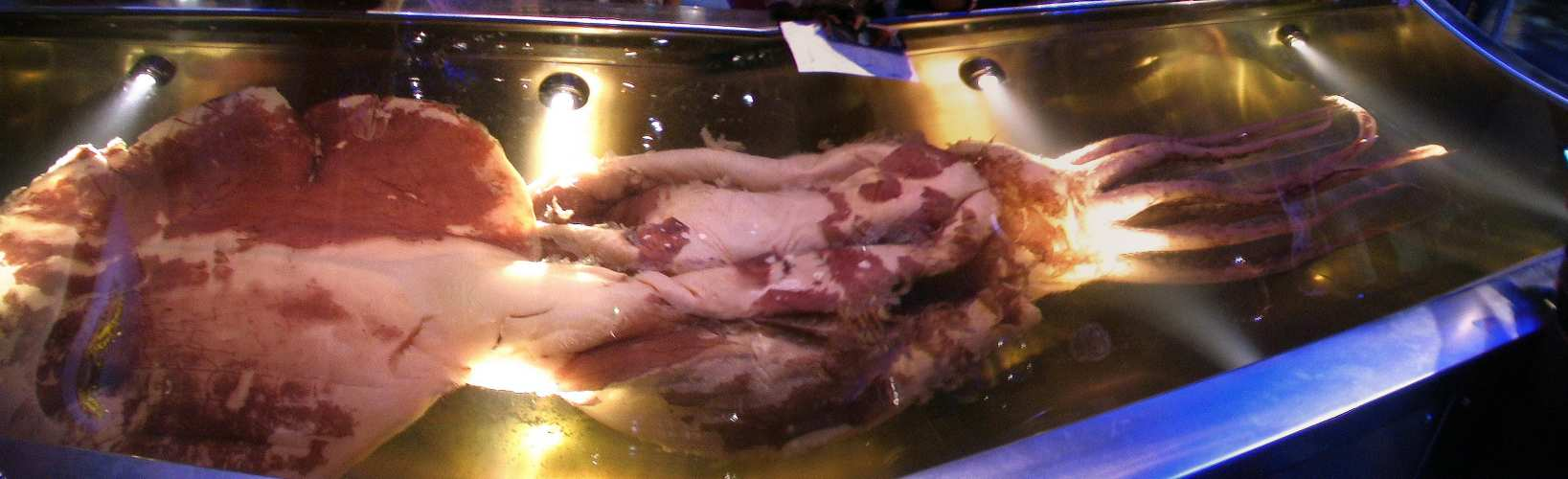
Rozmrożony okaz na wystawie w Muzeum Narodowym Nowej Zelandii Te Papa Tongarewa

Rodzaj Mesonychoteuthis z gatunkiem Mesonychoteuthis hamiltoni został nazwany w 1925 przez Robsona na podstawie dwóch macek znalezionych w żołądku kaszalota. W 2007 roku udało się złowić doskonale zachowany okaz kałamarnicy kolosalnej o długości ok. 10 m i masie 495 kg, po czym został on zamrożony i przetransportowany do Nowej Zelandii. 28 kwietnia 2008 r. naukowcy zaczęli rozmrażać kałamarnicę wyłowioną przez rybaków rok wcześniej; operację można było obserwować na stronie internetowej.
W lipcu 2008 r. w u wybrzeży Australii wyłowiono okaz, który ważył 245 kg, a jego ramiona mierzyły od 12 do 15 metrów.